# Mankells Wallander: Eiskalt wie der Tod
Eiskalt wie der Tod (schwedisch: Bröderna) ist ein in internationaler Koproduktion geschaffener Fernsehfilm aus dem Jahr 2005.
Es handelt sich um die dritte Folge der ersten Staffel, also die insgesamt dritte Folge der schwedischen Kriminalserie Mankells Wallander mit Krister Henriksson in der Hauptrolle. Die Erstausstrahlung in Schweden erfolgte am 7. September 2005 auf TV4, deutschsprachige Erstausstrahlung erfolgte am 5. Juni 2006 auf Das Erste.

## Handlung
In Ystad findet das alljährliche Militärmanöver statt.
Drei maskierte Männer dringen abends in eine Villa ein und entführen den Schäferhund, während deren Besitzer gerade Besuch bekommen.
Während Stefan und Linda versuchen, ihr neues gemeinsames Zuhause zu heizen, küssen sie sich und schlafen miteinander. Wallander holt Linda zum Tatort ab. Überrascht stellt er fest, dass die Dame des Hauses, Carolina Wachtmann, seine alte Jugendliebe ist, die ihn einst verschmäht und ihren jetzigen Ehemann geheiratet hat. Ihr Ehemann Olof ist Schwager vom Reichspolizeichef.
Ein Spaziergänger, der mit seinem Hund unterwegs ist, findet den Schäferhund gefesselt in einem Waldstück. In der Villa finden Wallander und Linda das Ehepaar Wachtmann ermordet vor. Hinter der Villa finden sich Spuren eines LKW; zudem wurde die Alarmanlage sabotiert.
Anita Pihlskiöld meldet sich mit ihrer kleinen Tochter namens Eva auf der Polizeistation und berichtet, dass ein Unbekannter in Militäruniform und weißen Handschuhen im Wohnzimmer ihrer Wohnung stand; ihr Ehemann Arne sei auf Auslandsreise. Das Ehepaar Berg, das am Tag des Überfalls bei den Wachtmanns zu Gast war, meldet sich; beiden ist jedoch nichts Ungewöhnliches aufgefallen.
Währenddessen kaufen Linda und Stefan eine gemeinsame Wohnungseinrichtung ein.
Laut Gerichtsmedizin wurde Carolina Wachtmann vor ihrem Tod gefoltert und missbraucht; beide starben an einem Schnitt in die Halsschlagader. Stefans Nachforschungen beim Militär ergeben nichts Konkretes; das Militär sei nicht in der Gegend der Villa aktiv, aber es fehle ein Lastwagen mit drei Fahrern.
Als seine Chefin Lisa nach einem Treppensturz ins Krankenhaus kommt, ernennt sie Wallander zum stellvertretenden Polizeichef. Wallander delegiert diese Aufgabe sogleich an Ann-Britt weiter.
Es meldet sich ein Kneipenwirt, in dessen Lokalität drei Männer unangenehm aufgefallen sind und mit einem Lastwagen weggefahren sind. Es wird ein weiterer Toter gefunden, dessen Mord Ähnlichkeiten zum Ehepaar Wachtmann aufweist. Diesmal wird beim Militär ein Auto gestohlen; ferner weisen zwei der drei Männer mit dem LKW Vorstrafen auf. Stefan gelingt es, die drei Soldaten festzunehmen, doch kann man ihnen lediglich den Vorfall in der Kneipe nachweisen; sie kannten sich vorher nicht einmal.
Als Nyberg Spuren von weißen Latexhandschuhen findet, fällt Linda die Frau von der Polizeistation ein, die von dem Unbekannten mit weißen Handschuhen berichtet hatte. Da die Frau keine offizielle Anzeige aufgegeben hat und man nicht weiß, wer sie ist, sucht die Polizei öffentlich nach der kleinen Eva. Diese taucht an einer Tankstelle auf, nachdem sie von einem dunklen BMW abgesetzt wurde, sie war von einem der drei Täter gerettet worden, dieser hatte sich von den beiden anderen getrennt.
Ihre Eltern wurden umgebracht; Zeugen sehen zwei maskierte Männer vom Tatort weggehen. Nachdem Arne Pihlskiöld von den Morden an den Wachtmanns erfuhr, buchte er Flugtickets für sich und seine Familie nach Mallorca; offenbar ahnte er, dass er und seine Familie die nächsten Opfer werden könnten. Als Eva eine Kindersendung auf Französisch sieht, erzählt sie Linda, dass die zwei unbekannten Männer auch so geredet haben.
Inzwischen wird auf einem einsamen Parkplatz ein Auto in Brand gesteckt, das eine Woche zuvor gestohlen worden war.
An Evas Kleidung werden Kamelhaarfasern und roter Saharastaub gefunden. Wallander und Stefan fahren zu einer Adresse in Malmö, wo die Familie Masken, Decken und Teppiche aus Afrika gekauft hat. Dort finden sie Spuren der drei Männer sowie einen frisch in Militärgrün lackierten LKW.
Militärabzeichen, die bei den Mordopfern gefunden wurden, deuten auf eine Militäroperation namens „Janus“ hin, die im Jahr 1980 unter Beteiligung von drei verschiedenen Regimentern stattfand. Eine Auswertung der GPS-Daten des verbrannten Autos zeigt, dass diese mit den GPS-Daten der Tatorte übereinstimmen. Die Fingerabdrücke führen zu Khalid Houari, der als Kind gemeinsam mit seinen zwei Cousins mitansehen musste, wie deren Mutter von vier Soldaten vergewaltigt und umgebracht wurde. Zu den vier Soldaten gehörten Olof Wachtmann, Arne Pihlskiöld und der weitere Ermordete, die damals in den drei Regimentern der Militäroperation waren.
Als Wallander, Linda und Stefan zu Johan Karlsson, dem vierten im Bunde, fahren, um ihn zu warnen, finden sie ihn vor, nachdem er anscheinend gerade seine zwei Angreifer erschossen hat (es sind die Cousins von Khalid). Anhand der von Nyberg analysierten Schussspuren in der Wand schöpft Wallander Verdacht. Er setzt Johan Karlsson jedoch wegen Notwehr auf freien Fuß und lässt nach Khalid Houari, dem dritten und noch lebenden Angreifer, fahnden. Die Polizei beobachtet Johan Karlsson, wie er während des Abschlussmanövers des Militärs in Ystad Khalid Houari bedroht (dieser hatte auch das Mädchen gerettet). Im nächsten Moment läuft Johan Karlsson, nachdem er die Polizei bemerkt hat, vor einen Panzer.

## Kritiken
„Routiniert inszenierter (Fernseh-)Serienkrimi, der lediglich Motive und Charaktere des Autors Henning Mankell nutzt. - Ab 14.“